# Schuler von Senden

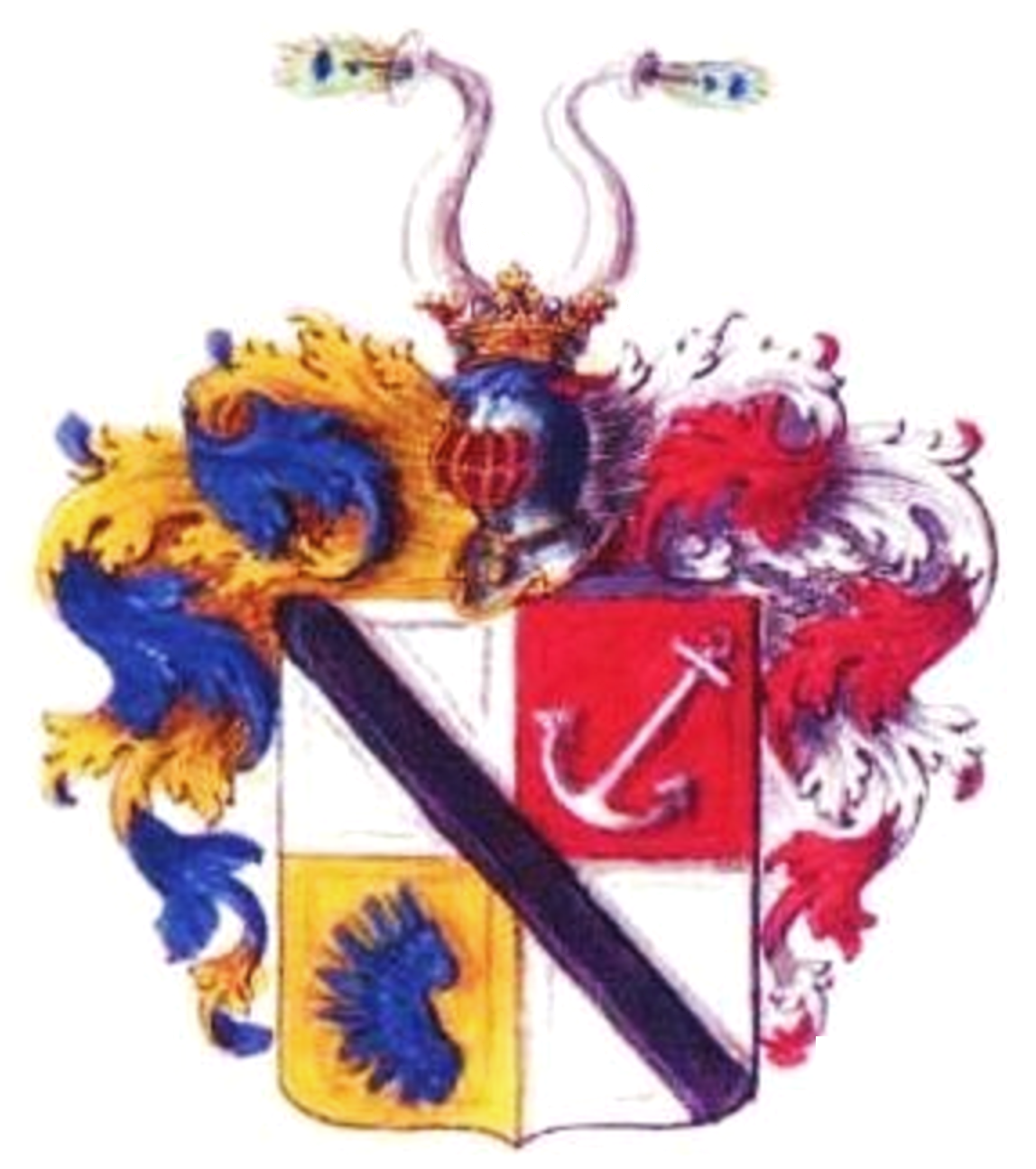
Wappen der Schüler genannt von Sehnden (1784)

Schuler von Senden bzw. von Senden oder von Senden-Bibran bzw. von Senden und Bibran, früher auch Schüler genannt von Sehnden, ist der Name eines im 18. Jahrhundert geadelten Geschlechts, dessen kognatische Vorfahren das Celler Ratsgeschlecht von Sehnden mit dem mittelalterlichen Stammsitz Sehnde ist, wo dieses dem Stand der Altfreien angehörte.
Es besteht keine genealogische Verbindung zu den um 1600 erloschenen westfälischen von Senden oder den Droste zu Senden.

## Geschichte
Der mittelalterliche Stammsitz der alten von Se(h)nden war Sehnde. Sie waren von dort ausgehend in Hildesheim, Hannover, Kalenberg, Celle, Bardowick, Lüneburg, Lübeck und Schleswig-Holstein sesshaft geworden, wobei die Schriftweise zwischen von/ van/ de/ à Sehnde(n), und von Senden u. a. variierte, von Sehnden aber am gebräuchlichsten war.
Im 17. Jahrhundert erlosch das alte Ratsgeschlecht von Sehnden im Mannesstamm und ihre Familienstiftung, das „von Sehnden'sche Lehen“, kam zu Beginn des 18. Jahrhunderts im Erbgang an die Familie Schüler, die die Nachfahren der Erbtochter sind.
Der Sohn des Johann Schüler († 1719), Pfarrers in Harpstedt, nämlich Johannes Friedrich Ernst Schüler (* 1714 in Harpstedt; † 1781 in Schöppenstedt), Landes-Kommissar und Gerichtsschultheiß in Schöppenstedt, königlich preußischer Legationsrat, hatte aufgrund der Ahnen seiner Mutter Dorothea Magdalena Lindemann, der Celler Ratsfamilie von Sehnden, den Namen „Schüler genannt von Sehnden“ angenommen.
Seine Deszendenz erhielt 1784 eine Reichsadelserneuerung als „Schüler genannt von Sehnden“.
Am 30. Oktober 1827 erhielt die Familie in Darmstadt den großherzoglich hessischen Freiherren Titel. 
Die Nachfahren der Schüler genannt von Sehnden tragen mit anderem Wappen als die alten von Sehnden in verschiedenen Linien den Namen „Freiherr Schuler von Senden“ bzw. „Freiherr von Senden“ oder „Freiherr von Senden genannt Freiherr von Bibran und Modlau“ („Freiherr von Senden und Bibran“ respektive „Freiherr von Senden-Bibran“).

### Senden-Bibran
Begründer der Linie Senden-Bibran war der Freiherr Ernst Ludwig von Senden (* 8. September 1804; † 30. August 1883). Er heiratete 1835 die Freiin Agnes von Kölichen genannt Freiin von Bibran und Modlau (* 5. Oktober 1812; † 12. Juli 1890). Nach dem Aussterben der Freiherren von Bibran im Mannesstamm am 16. Dezember 1828 wurde eine Names- und Wappenvereinigung beantragt und am 20. November 1854 auch genehmigt.

## Bekannte Familienmitglieder

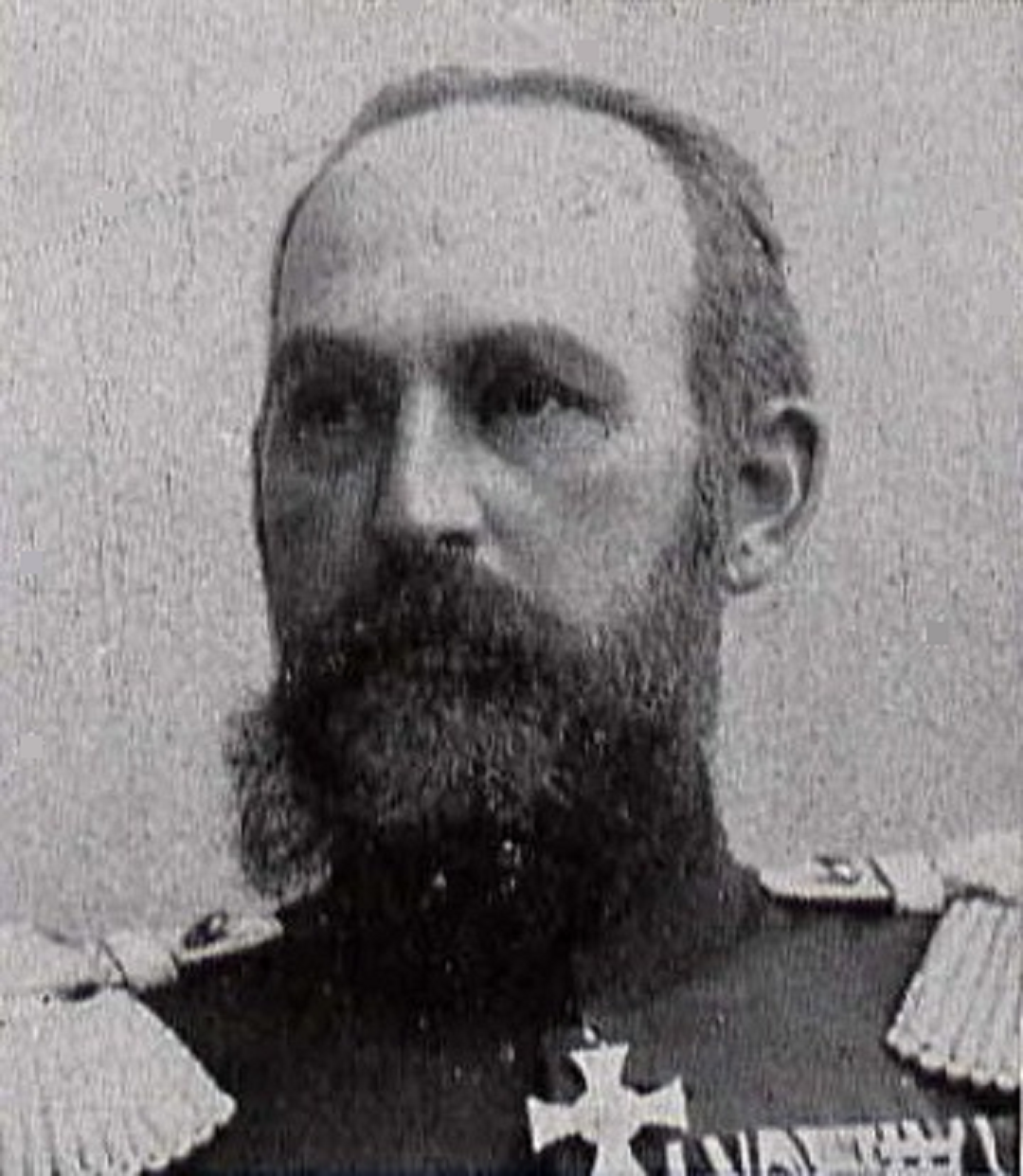
Generalmajor Ernst Schuler von Senden (1845–1909)

- Carl Schuler von Senden (1752–1833), Herr auf Radschütz, vor 1782 Hofgerichtsassessor in Braunschweig, 1784–1803 Reichskammergerichts-Assessor (präsentiert vom Niedersächsischen Kreis), 1803/04 Fürstlich-Hessischer Gesandter in Berlin, dann Geheimer Rat und Oberappellationsgerichts-Vizepräsident und Präsident in Darmstadt, 1815–1833 Großherzoglich-Hessischer Minister und Gesandter in Berlin[1]
- Friedrich Schuler von Senden (1753–1827), preußischer General der Infanterie
- Carl von Senden (1808–1879), preußischer Beamter und Regierungspräsident von Köslin
- Ernst Wilhelm Schuler von Senden (1812–1899), preußischer Generalleutnant
- Karl von Senden (1837–1913), preußischer Rittergutsbesitzer und Mitglied des Preußischen Herrenhauses
- Ernst Schuler von Senden (1845–1909), preußischer Generalmajor
- Gustav von Senden-Bibran (1847–1909), deutscher Admiral
- Max Schuler von Senden (1850–1912), preußischer Generalleutnant
- Paul Schuler von Senden (1851–1917), preußischer Generalleutnant
- Karl Otto Schuler von Senden (1863–1942), preußischer Generalmajor
- Friedrich Freiherr von Senden (* 1942), deutscher Generalmajor
- Caroline von Senden (* 1961), deutsche Filmproduzentin und ZDF-Redaktionsleiterin

## Nicht zur Familie gehörende Namensträger
- Manuel von Senden (* 1953), deutscher Charaktertenor
- Dana von Senden (* 1970), deutsche Schauspielerin und Sängerin, Halbschwester Manuel von Sendens, siehe Dana Golombek

## Wappen
Das bei der Reichsadelserneuerung 1784 verliehene Wappen ist geviert und zeigt in 1 und 4 ein silbernes Feld, in 2 in Rot einen schräglinks gelegten silbernen Anker, in 3 in Gold einen rechten blauen Adlerflügel, den ganzen Schild belegt mit einem schrägen schwarzen Balken. Auf dem Helm mit rechts blau-goldenen, links rot-silbernen Decken zwei silberne Büffelhörner, die Mündungen mit Pfauenfedern besteckt.
Das Wappen der Freiherren von Senden-Bibran zeigt das Schuler von Senden'sche Wappen mit dem der Freiherren von Bibran-Modlau vereinigt.
Die alten von Sehnden führten hingegen in Rot einen goldenen Stern über einem gestürzten silbernen Halbmond. Auf dem Helm mit rot-silbernen Decken zwei silbern-rot übereckgeteilte Büffelhörner, dazwischen das Schildbild, jedoch in gespiegelter Weise.

### Historische Wappenbilder

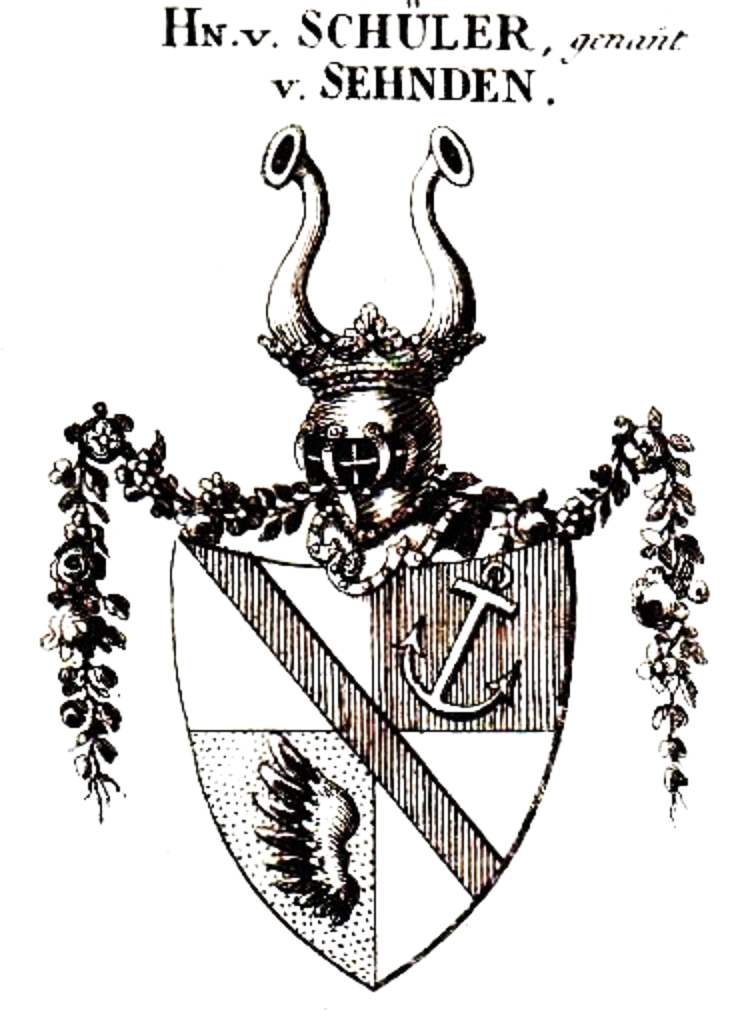
Wappen der Schüler genannt von Sehnden
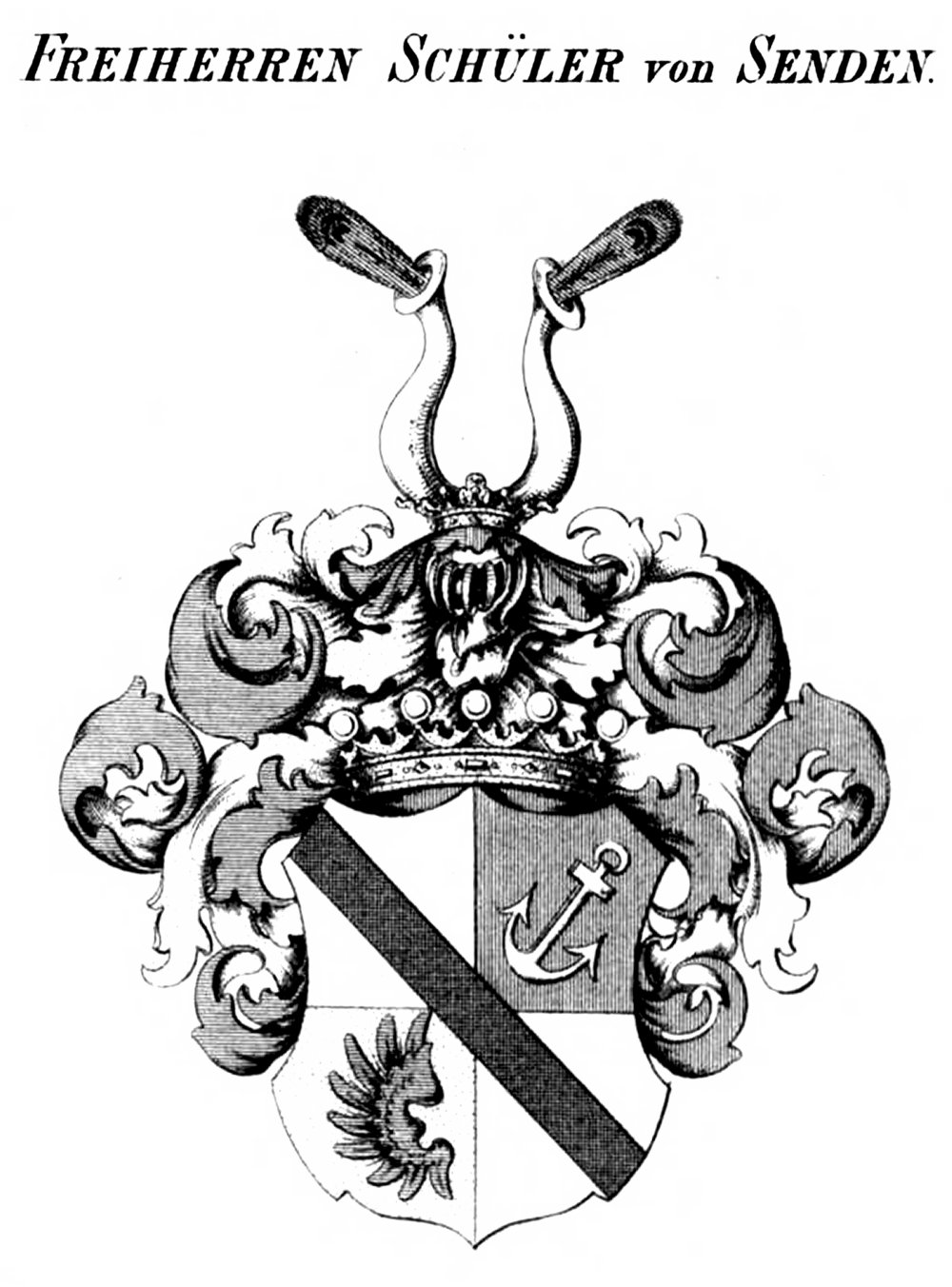
Wappen der Freiherren Schüler von Senden
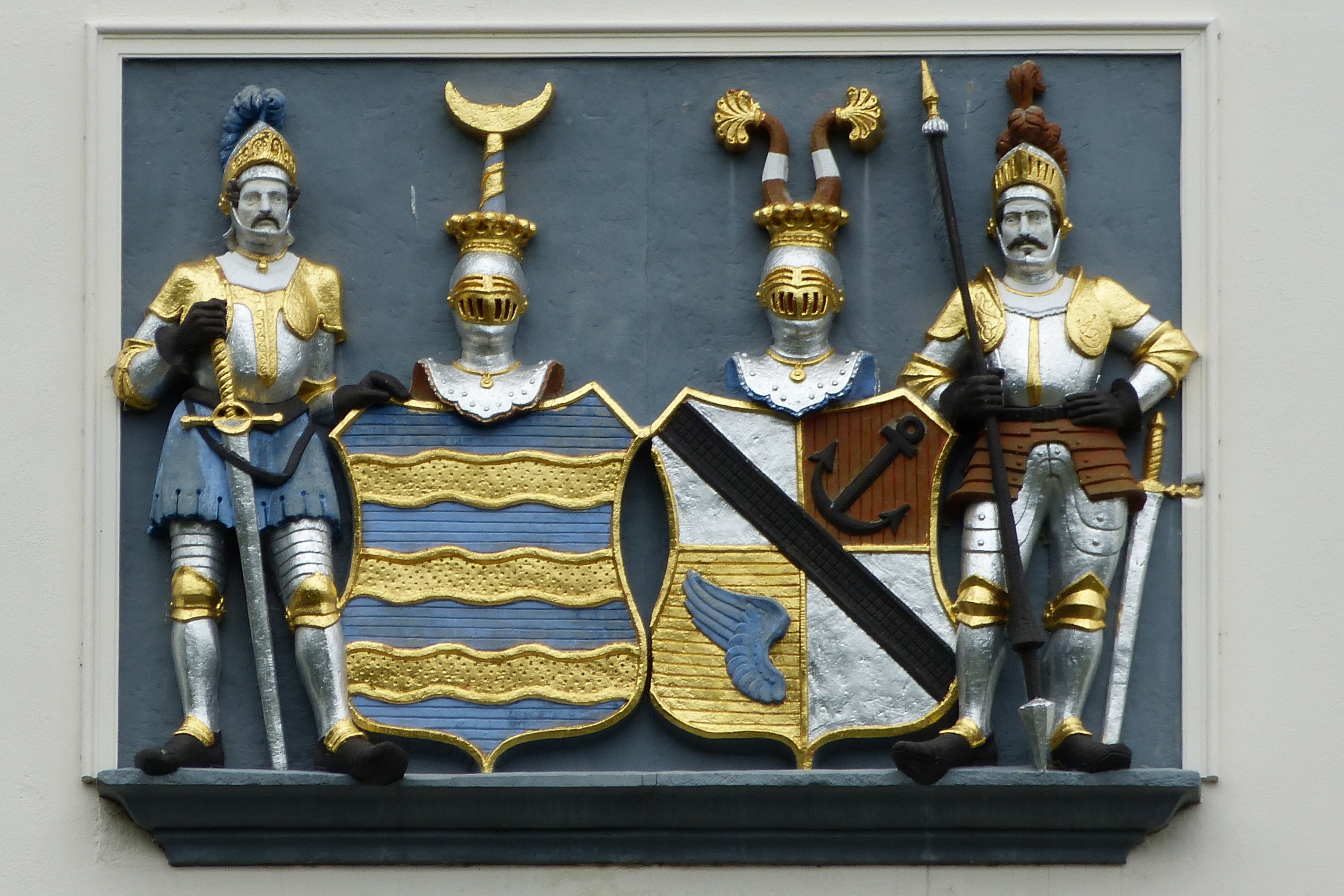
Allianzwappen von Thun/von Senden am Schloss Schlemmin
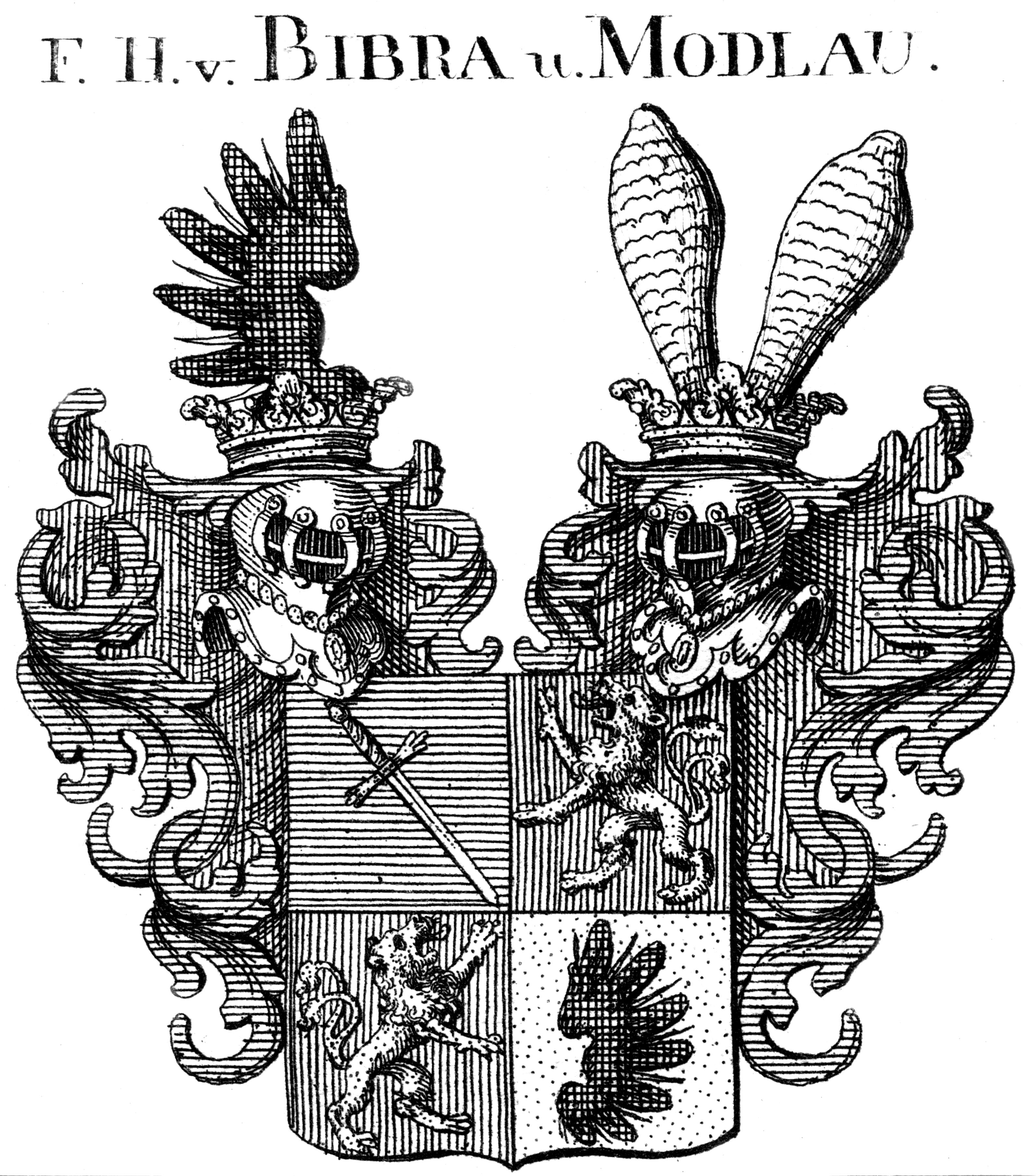
Wappen der Freiherren von Bibran und Modlau
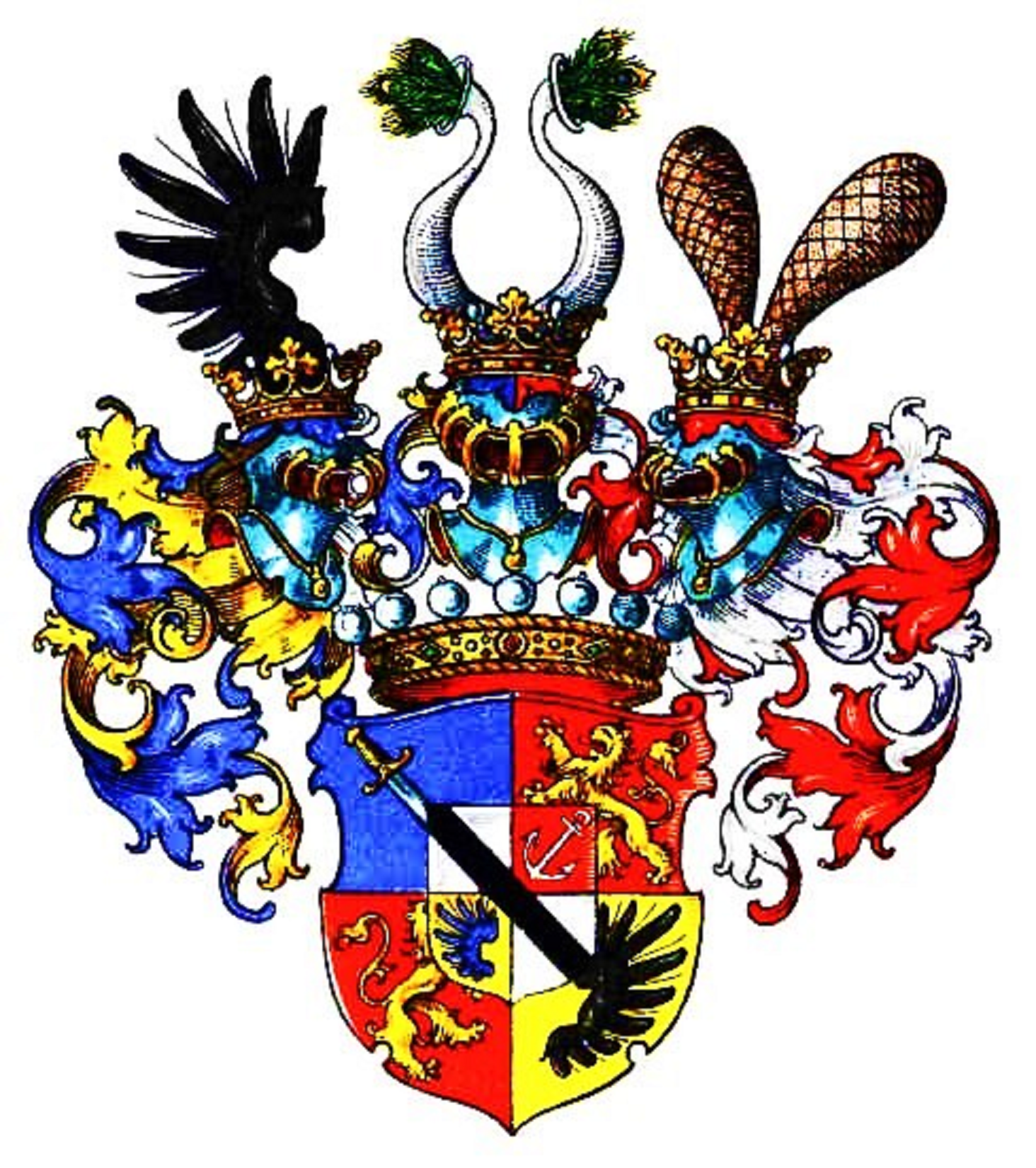
Wappen der Freiherren von Senden genannt Freiherr von Bibran und Modlau (kurz: Freiherren von Senden-Bibran)